# Au-delà des étoiles
Pour plus de détails, voir Fiche technique et Distribution.
Au-delà des étoiles (titre original : Beyond the Stars) est un film américain de David Saperstein sorti en 1989.

## Synopsis
Eric Michaels, fils d'un ancien ingénieur de la NASA, rêve de devenir astronaute. Il fait la connaissance de Paul Andrews. Cet ancien cosmonaute, qui a été renvoyé de la NASA après avoir désobéi à un ordre lors d'un EVA, est devenu renfermé, bourru, alcoolique et cardiaque. Malgré tout, une solide amitié se crée entre les deux hommes...

## Fiche technique
- Titre original : Beyond the Stars
- Réalisation : David Saperstein
- Scénario : David Saperstein
- Directeur de la photographie : John S. Bartley
- Montage : Judith Blume, Frank Irvine et Stanley Warnow
- Musique : Geoff Levin et Chris Many
- Costumes : Sheila Bingham
- Décors : John Jay Moore
- Production : Joseph Perez
- Genre : Film de science-fiction
- Pays de production :  États-Unis
- Durée : 88 minutes
- Dates de sortie :
  - États-Unis : 31 mars 1989
  - Japon : 28 juillet 1990

## Distribution
- Martin Sheen (VF : Philippe Ogouz) : Paul Andrews
- Christian Slater (VF : Olivier Destrez) : Eric Michaels
- Robert Foxworth (VF : Michel Vigné) : Richard Michaels
- Sharon Stone (VF : Anne Rondeleux) : Laurie McCall
- Olivia d'Abo (VF : Rafaèle Moutier) : Mara Simons
- F. Murray Abraham (VF : Dominique Paturel) : Dr Harry Bertram
- Don S. Davis : Phil Clawson
- William S. Taylor (VF : Georges Atlas) : Dr Willis

## Autour du film
- Le film est également connu sous le titre original Time Stars.
- Certaines scènes ont été tournées à l'intérieur du Marshall Space Flight Center de Huntsville.
- Dans la version originale, Paul Andrews est connu comme étant le 13e homme à avoir marché sur la Lune alors que dans la version française, il en est le 18e.
- L'acteur Don S Davis fait ici ses premiers pas dans le domaine de la science-fiction. Il deviendra célèbre plus tard grâce à son rôle du général Hammond dans les séries Stargate SG-1 et Stargate Atlantis.
- Le film est dédié aux équipages d'Apollo 1 et de STS-51-L.